# История Кот-д’Ивуара

## Доколониальный период
В неолите на границе с современной Ганой существовала развитая культура Кинтампо. Носителями этой культуры были, по-видимому, пигмеи, которые доминировали на территории страны вплоть до конца 1-го тысячелетия до нашей эры. Их уровень примерно соответствовал европейскому мезолиту, они занимались охотой и собирательством, хотя существовала и примитивная керамика. Затем туда стали переселяться и другие африканские народы, первыми из них были сенуфо, пришедшие в XI веке с северо-запада.
В XV—XVI веках с севера пришли племена манде (малинке, диула и др.), оттеснившие сенуфо. В начале XVIII века манде создали государство Конг, которое стало важным торговым центром и очагом распространения ислама в Западной Африке.

## Колониальный период

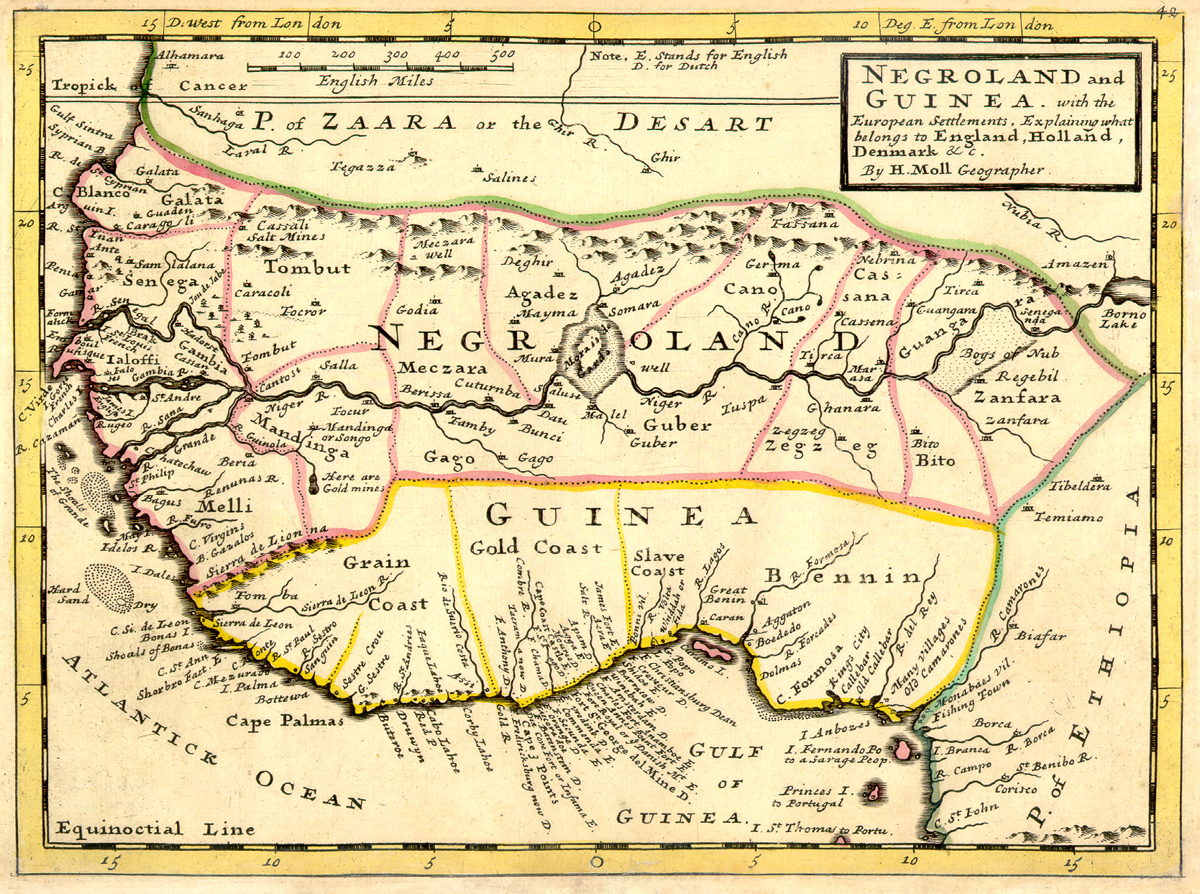
карта 1729 года, на которой отмечен берег Слоновой кости

Впервые европейцы начали высаживаться на берегу современного Кот-д’Ивуара в XV веке. Это были португальцы, голландцы, датчане. Португальцы были первыми, в 1460-х годах. Европейцы покупали у аборигенов слоновую кость, золото, рабов.
Первыми поселенцами из Европы стали французские миссионеры, высадившиеся там в 1637 году. Их первое поселение вскоре было уничтожено аборигенами. Через полвека, в 1687 году, была создана новая французская миссия, на этот раз при вооружённой охране. В начале XVIII века французы попытались основать на побережье ещё два поселения, но они просуществовали лишь несколько лет.
Французы вновь занялись освоением Берега Слоновой Кости с 1842 года. Они восстановили форт Гран-Басам (на побережье, недалеко от нынешнего Абиджана), а к 1846 году установили свой протекторат практически над всеми прибрежными племенами.
Вглубь страны французы начали продвигаться с 1887 года. В течение двух лет французы заключили договоры с большинством племён от побережья до современной северной границы страны. В 1892 были установлены границы с Либерией, в 1893 — с британской колонией Золотой Берег (современная Гана).
В 1893 году Берег Слоновой Кости был выделен в отдельную французскую колонию (из состава колонии Сенегал), а в 1895 году БСК был включён в состав Французской Западной Африки.
В колониальный период французы стали развивать там производство экспортных культур (кофе, какао, бананов и др.), а также добывать алмазы, золото, марганцевую руду, разрабатывали лесные богатства. Французы занялись развитием инфраструктуры, в частности строительством железных и шоссейных дорог, морских портов.
В октябре 1946 Берегу Слоновой Кости был предоставлен статус заморской территории Франции, был создан генеральный совет территории.

## Период после обретения независимости
7 августа 1960 года была провозглашена независимость страны. Лидер Демократической партии Уфуэ-Буаньи стал её президентом, ДП стала правящей и единственной партией. Был провозглашён принцип неприкосновенности частной собственности. Страна продолжала оставаться аграрным и сырьевым придатком Франции, однако по африканским меркам её экономика находилась в хорошем состоянии, темпы экономического роста достигали 11 % в год. Берег Слоновой Кости в 1979 году стал мировым лидером по производству какао-бобов, однако успехи в этой области опирались на удачную конъюнктуру и сочетание наличия квалифицированных менеджеров, зарубежных инвестиций и большого количества дешевых рабочих рук, в основном гастарбайтеров из соседних стран.

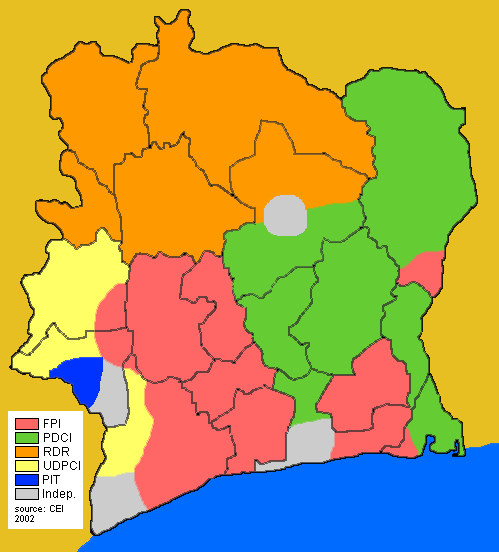
Результаты выборов 2002 года

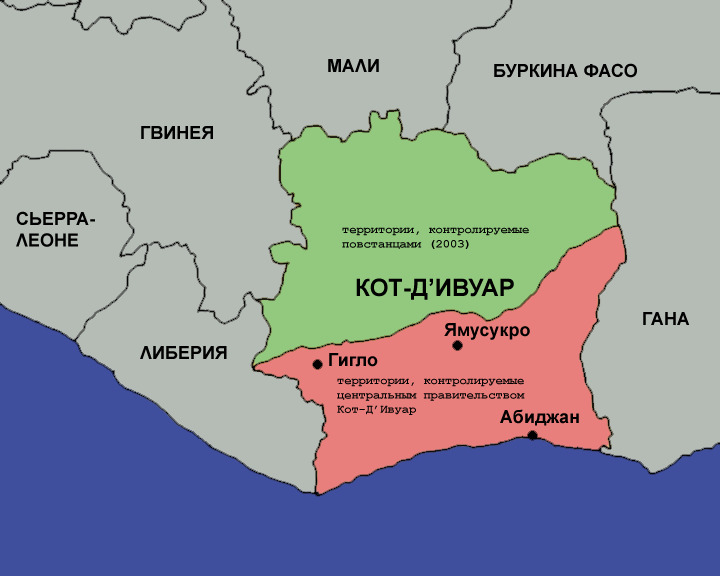
Зоны контроля правительства и повстанцев

Однако в 1980-е годы цены на кофе и какао на мировых рынках упали, в 1982—1983 страну постигла жестокая засуха, начался экономический спад; к концу 1980-х годов показатель внешнего долга на душу населения превысил аналогичный показатель всех стран Африки, кроме Нигерии. Под давлением общественности Уфуэ-Буаньи пошёл на политические уступки, легализовал альтернативные правящей политические партии, инициировал избирательный процесс, и в 1990 году был избран президентом.
В 1993 году он умер, и страну возглавил давно считавшийся его наследником Анри Конан Бедье. В 1995 году состоялся форум по вопросам инвестиций в экономику страны, в котором участвовали и российские компании. В конце 1990-х усилилась политическая нестабильность, у Бедье появился серьёзный конкурент: Алассан Уаттара. Он родился на территории Кот-д’Ивуара, a его родители были родом из Буркина-Фасо, но впоследствии получили ивуарское подданство. Однако по Конституции страны на пост президента может претендовать только тот кандидат, у которого оба родителя — ивуарцы по рождению, а не по натурализации. Таким образом, все люди, рождённые в смешанных браках, исключаются из возможной борьбы за президентский пост. Это обстоятельство усугубило уже намечавшийся раскол общества по этническому признаку. К тому времени от трети до половины населения страны составляли лица зарубежного происхождения, в основном работавшие ранее в сельском хозяйстве, пришедшем по причине ухудшившейся экономической конъюнктуры в упадок.

### Президентство Гбагбо
25 декабря 1999 года в стране произошёл военный переворот, организатор которого Роберт Геи, бывший военный офицер, провёл в 2000 году президентские выборы, ознаменованные подтасовками и массовыми беспорядками. Официально победителем выборов был признан лидер оппозиции Лоран Гбагбо.
19 сентября 2002 года в Абиджане против него был организован военный мятеж, который был подавлен, но послужил началом гражданской войны между политическими группировками, представлявшими север и юг страны. Основной повстанческой группировкой севера, возможно, пользовавшейся поддержкой правительства Буркина Фасо, были «Патриотические силы Кот д’Ивуар» во главе с Гийомом Кигбафори Соро. Кроме того, на востоке страны действовали другие группировки.
С конца 2002 года в конфликт также вмешалась Либерия.
На стороне Гбагбо выступила Франция («операции Ликорн») (под предлогом защиты многочисленного европейского населения страны) и помогла президенту своими вооружёнными силами. Также в Кот-д’Ивуар были направлены войска из соседних африканских стран (в том числе из Нигерии).
В 2003 году между официальными властями и повстанцами было достигнуто соглашение о прекращении столкновений, однако ситуация продолжала оставаться нестабильной: правительство контролировало только юг страны. Прочное мирное соглашение удалось подписать только весной 2007 года.
28 ноября 2010 года в Кот-д’Ивуаре прошёл второй тур президентских выборов. По предварительным данным, опубликованным Центроизбиркомом 2 декабря, победу на выборах одержал заместитель директора-распорядителя Международного валютного фонда и бывший премьер-министр страны Алассан Уаттара (54,10 % голосов против 45,90 % за Гбагбо), но на следующий день Конституционный совет объявил победителем Гбагбо (51,45 % голосов против 48,55 % за Уаттару). При этом результаты выборов в семи регионах на севере, преимущественно поддерживающих Уаттару, были аннулированы.
И Гбагбо и Уаттара приняли присягу и объявили себя президентами. При этом вооружённые силы Кот-д’Ивуара объявили о своей лояльности Гбагбо, а международное сообщество (США, Франция, Европейский Союз, Африканский Союз, Экономическое сообщество стран Западной Африки и Организация Объединённых Наций) признало Уаттару законно избранным президентом страны. В Кот-д’Ивуаре разразился острый политический кризис. В марте 2011 г. силы Уаттары предприняли наступление на Абиджан. В конфликт также вмешались французские войска и миротворцы ООН. В результате 11 апреля 2011 г. Гбагбо был арестован в своей резиденции и доставлен в Международный уголовный суд 30 ноября 2011 года.

### Президентство Уаттару
В ноябре 2012 года Международный уголовный суд (МУС) выдал ордер на арест бывшей первой леди по подозрению в причастности к убийствам, а также «другим антигуманным действиям и преследованиям на территории Кот-д’Ивуара в период с 16 декабря 2010 года по 12 апреля 2011 года». Однако в сентябре 2013 года власти Кот-д’Ивуара отказались выдать МУС Симону Гбагбо и сообщили, что намерены добиться рассмотрения её дела в национальном суде. 10 марта 2015 года бывшая первая леди Кот-д’Ивуара Симона Гбагбо (Simone Gbagbo) была приговорена к 20 годам тюремного заключения за «попытки подорвать безопасность государства».
1 января 2013 года 60 человек погибли в давке во время новогоднего празднования в городе Абиджан на юге Кот-д’Ивуара. Давка образовалась в толпе людей, которые собрались посмотреть на новогодние фейерверки в центре Абиджана. По другим данным погибли 61 человек и 48 пострадали.
С 1 по 6 июня 2015 года в области Сан-Педро на юго-западе страны проходила операция «Акома» в ходе которой почти полсотни детей были освобождены из рабства, 22 человека арестованы.
10 сентября 2015 года произошло очень крупное ДТП, по меньшей мере 19 человек погибли и ещё 37 получили ранения при столкновении двух автобусов на шоссе в Кот-д’Ивуаре
25 октября 2015 года в стране прошли президентские выборы. Победу одержал действующий президент Алассан Уаттара.
2 декабря 2015 года неизвестные вооруженные люди напали на деревню в Кот-д’Ивуаре, находящуюся недалеко от границы с Либерией, по меньшей мере 11 человек, в том числе один военнослужащий, погибли.
15 декабря 2015 года государство вошло в состав Исламской военной коалиции по борьбе с терроризмом.
6 января 2016 года премьер-министр Кот-д’Ивуара Даниэль Каблан Дункан и его правительство подали в отставку. Через несколько часов после отставки Даниэль Каблан Дункан был вновь назначен премьер-министром страны.
20 января 2016 года Совет Безопасности ООН принял решение о сокращении военного контингента ООН с 5437 до 4000 человек.
28 января 2016 года в Международном уголовном суде в Гааге начался суд над бывшим президентом Кот-д’Ивуара Лораном Гбагбо и его помощником Шарлем Бле Гуде. Оба обвиняемых отказали признавать свою вину в организации «общего плана, которые привел к масштабным убийствам, изнасилованиям, преследованиям и другим бесчеловечным актам». Несколько сотен сторонников Гбагбо и Бле Гуде собрались перед зданием МУС, чтобы выразить свою поддержку экс-президенту.